# Symphonia microphylla
Symphonia microphylla là một loài thực vật có hoa trong họ Bứa. Loài này được (Hils. & Bojer ex Cambess.) Benth. & Hook. f. ex Vesque miêu tả khoa học đầu tiên năm 1893.